# Klerodendron

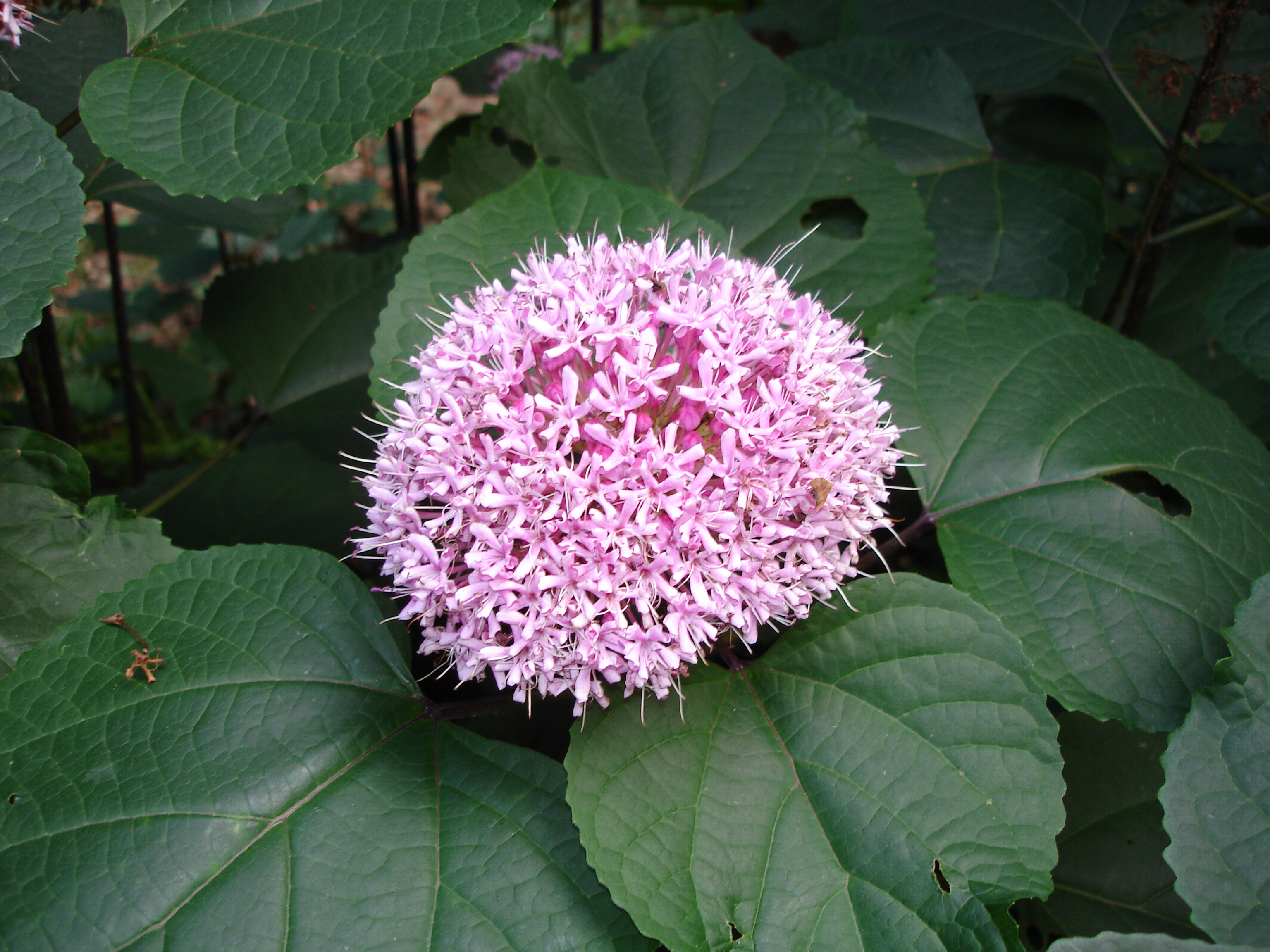
Clerodendrum bungei

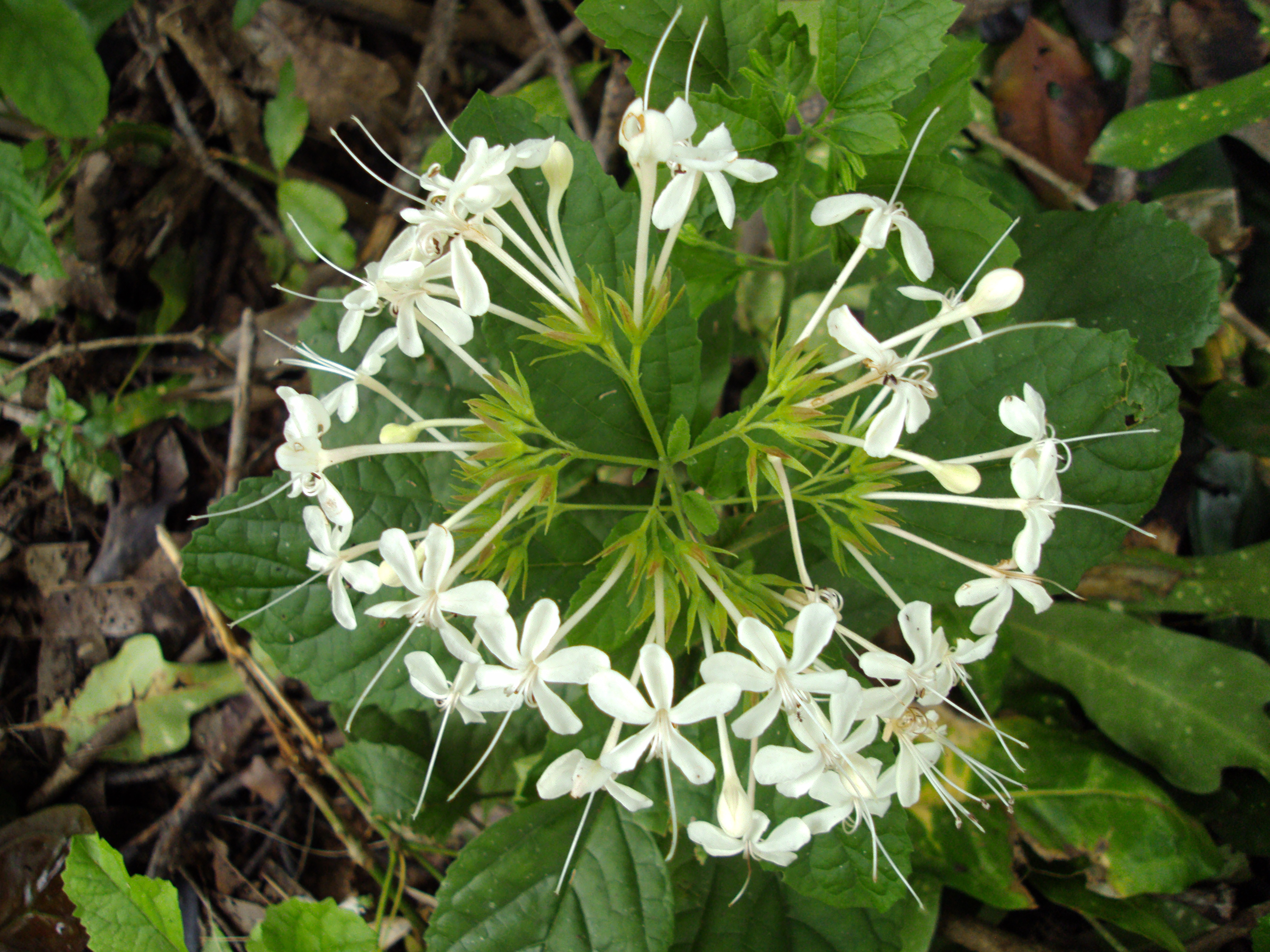
Clerodendrum calamitosum

Klerodendron, szczęślin (Clerodendrum L.) – rodzaj roślin z rodziny jasnotowatych. Obejmuje 258 gatunków. Występują one w niemal całej strefie międzyzwrotnikowej, a w strefie umiarkowanej sięgają na północy po północne Chiny i Japonię. Najbardziej zróżnicowane są w strefie tropikalnej i subtropikalnej Starego Świata. Rośliny te występują w formacjach zaroślowych i leśnych. Ich kwiaty zapylane są przez owady, często przez motyle.
Liczne gatunki uprawiane są jako rośliny ozdobne dla jaskrawo zabarwionych i licznych kwiatów, często też silnie pachnących, walorem niektórych gatunków są także efektownie zabarwione owoce. Do bardziej odpornych na niskie temperatury uprawnych gatunków należy C. bungei. Uprawiany jest (zwykle w odmianie o kwiatach podwójnych) C. chinensis, poza tym: C. paniculatum, C. speciosissimum i klerodendron Thomsona C. thomsoniae. Niektóre gatunki wykorzystywane są jako lecznicze (np. C. petasites). Dęte pędy niektórych gatunków wykorzystywane są przez mrówki oraz przez ludzi wykonujących z nich rury.

## Morfologia
PokrójDrzewa (niewielkie, do 8 m), krzewy, półkrzewy, czasem o pędach pnących, rzadko rośliny zielne (zarówno byliny jak i jednoroczne). Często dające odrosty i nieprzyjemnie pachnące.
LiścieNaprzeciwległe, rzadziej skrętoległe lub okółkowe, zwykle ogonkowe. Blaszka pojedyncza, ząbkowana lub całobrzega, rzadko klapowana. Nierzadko owłosiona.
KwiatyZebrane w szczytowe wierzchotki tworzące wiechy i baldachogrona, rzadziej skupione główkowato, czasem też wyrastają w wierzchotkach w kątach liści, a wyjątkowo pojedynczo. Kielich promienisty, zrosłodziałkowy, tworzony przez pięć działek (rzadko jednak z dwoma lub czterema łatkami na szczycie), powiększający się w czasie owocowania, często okazały także w czasie kwitnienia. Korona z 5 płatkami u nasady zrośniętymi w rurkę, zakończona 5 łatkami podobnej długości lub dłuższymi od rurki, czasem korona nieco grzbiecista z powiększoną dolną wargą (z powodu odwrócenia kwiatu skierowaną ku górze). Korona w różnych barwach, najczęściej biała, różowa lub jasnofioletowa. Cztery pręciki są równe lub w różnym stopniu dwusilne, wystają z rurki korony, ich nitki są proste lub łukowato wygięte ku górze. Zalążnia jest dwukomorowa z dwoma zalążkami w każdej z komór, niepodzielona lub z płytkimi czterema wcięciami. Szyjka słupka pojedyncza, cienka, zwieńczona dwudzielnym znamieniem, którego ramiona są równe lub asymetryczne.
OwocePestkowce z czterema jednonasiennymi pestkami lub rozłupnie, rozpadające się na cztery mięsiste, rzadziej suche rozłupki.

## Systematyka
Pozycja systematyczna

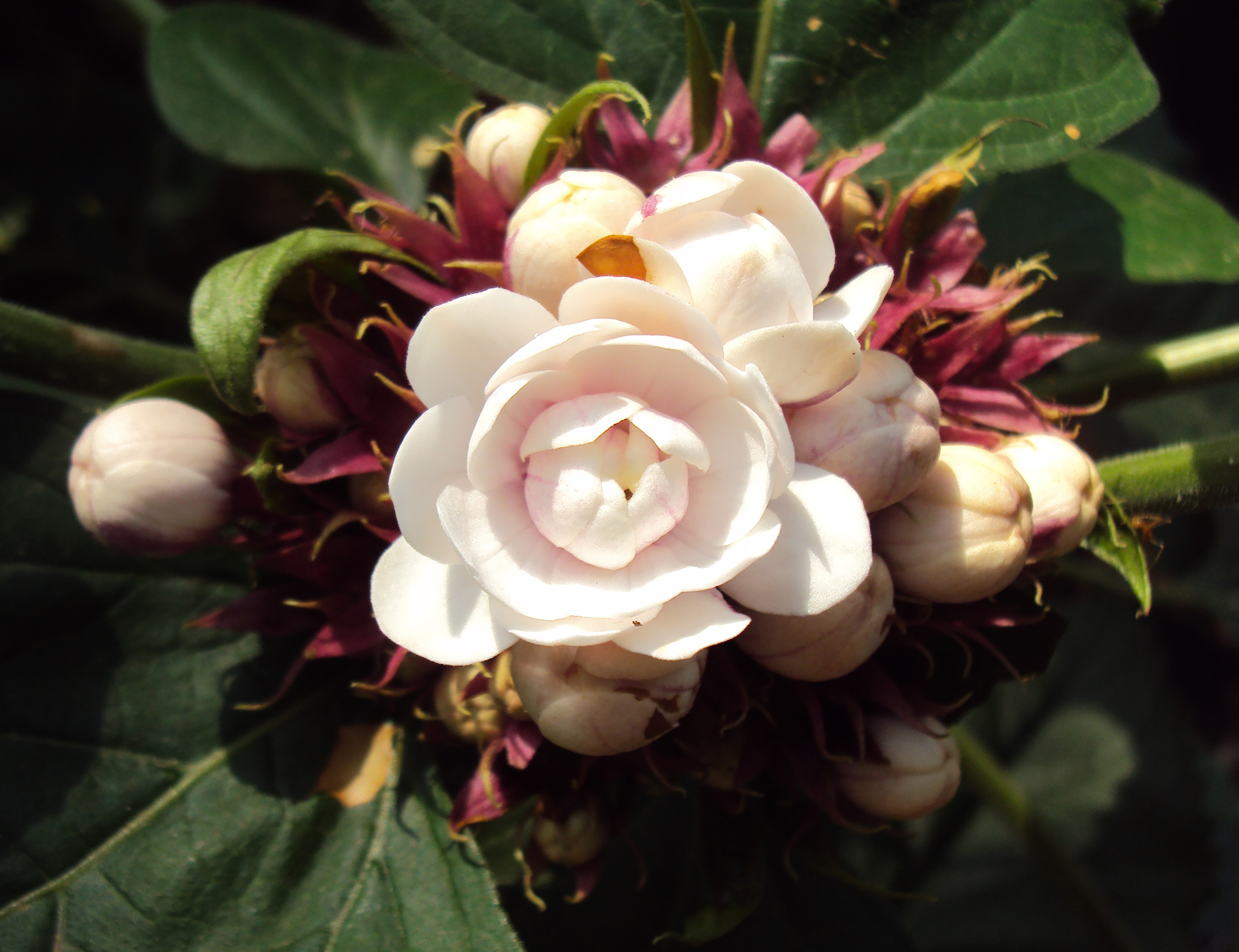
Clerodendrum chinense

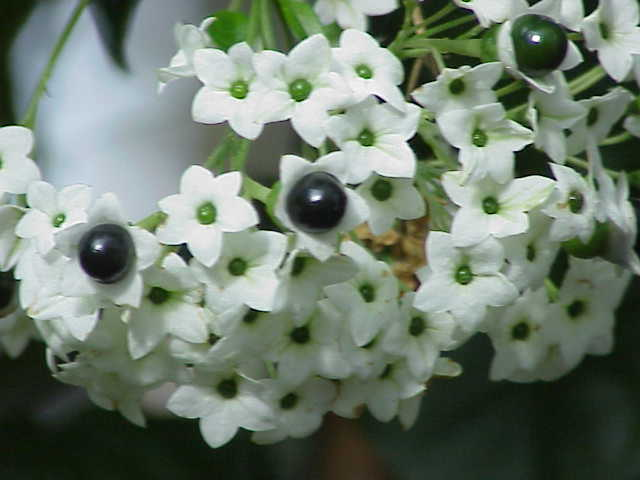
Cleordendron formicarum

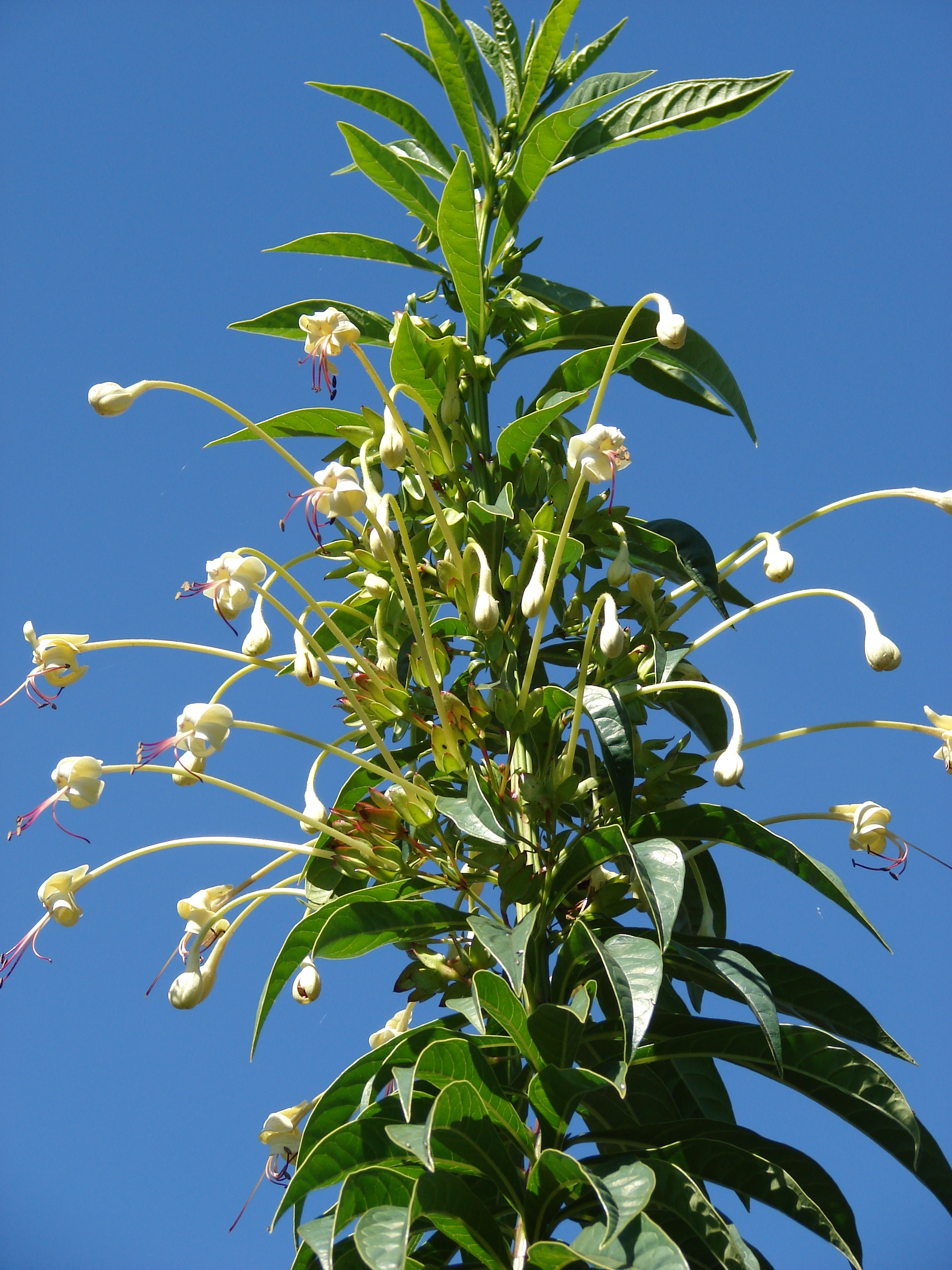
Clerodendrum indicum

Rodzaj z podrodziny Ajugoideae z rodziny jasnotowatych Lamiaceae.
Wykaz gatunków
- Clerodendrum abilioi R.Fern.
- Clerodendrum adenocalyx Dop
- Clerodendrum adenophysum Hallier f.
- Clerodendrum africanum Moldenke
- Clerodendrum albiflos H.J.Lam
- Clerodendrum alboviolaceum Moldenke
- Clerodendrum andamanense (Moldenke) A.Rajendran & P.Daniel
- Clerodendrum anomalum Letouzey
- Clerodendrum apayaoense Quisumb.
- Clerodendrum arenarium Baker
- Clerodendrum atlanticum Jongkind
- Clerodendrum aucubifolium Hemsl.
- Clerodendrum barba-felis Hallier f.
- Clerodendrum baronianum Oliv.
- Clerodendrum baumii Gürke
- Clerodendrum bellum Moldenke
- Clerodendrum bingaense S.Moore
- Clerodendrum bipindense Gürke
- Clerodendrum boivinii Moldenke
- Clerodendrum bosseri Capuron
- Clerodendrum brachyanthum Schauer
- Clerodendrum brachystemon C.Y.Wu & R.C.Fang
- Clerodendrum bracteatum Wall. ex Walp.
- Clerodendrum brassii Beer & H.J.Lam
- Clerodendrum brunfelsiiflorum Hallier f.
- Clerodendrum brunnescens Moldenke
- Clerodendrum brunsvigioides Baker
- Clerodendrum buchananii (Roxb.) Walp.
- Clerodendrum buchneri Gürke
- Clerodendrum buettneri Gürke
- Clerodendrum bungei Steud.
- Clerodendrum calamitosum L.
- Clerodendrum canescens Wall. ex Walp.
- Clerodendrum capitatum (Willd.) Schumach.
- Clerodendrum carnosulum Baker
- Clerodendrum caryopteroides Moldenke
- Clerodendrum cauliflorum Vatke
- Clerodendrum cecil-fischeri A.Rajendran & P.Daniel
- Clerodendrum cephalanthum Oliv.
- Clerodendrum chamaeriphes Wernham
- Clerodendrum chartaceum Moldenke
- Clerodendrum chinense (Osbeck) Mabb.
- Clerodendrum chlorisepalum Merr. ex Moldenke
- Clerodendrum cochinchinense Dop
- Clerodendrum colebrookeanum Walp.
- Clerodendrum comans Moldenke
- Clerodendrum confine S.L.Chen & T.D.Zhuang
- Clerodendrum corbisieri De Wild.
- Clerodendrum costatum R.Br.
- Clerodendrum cuspidatum Turcz.
- Clerodendrum cyrtophyllum Turcz.
- Clerodendrum dauphinense Moldenke
- Clerodendrum decaryi Moldenke
- Clerodendrum deflexum Wall.
- Clerodendrum dembianense Chiov.
- Clerodendrum densiflorum Griff.
- Clerodendrum denticulatum Moldenke
- Clerodendrum dependens Aug.DC.
- Clerodendrum dewittei Moldenke
- Clerodendrum dinklagei Gürke
- Clerodendrum disparifolium Blume
- Clerodendrum dusenii Gürke
- Clerodendrum ekmanii Moldenke
- Clerodendrum elbertii Hallier f.
- Clerodendrum elliotii Moldenke
- Clerodendrum emirnense Bojer ex Hook.
- Clerodendrum erectum De Wild.
- Clerodendrum ervatamioides C.Y.Wu
- Clerodendrum eucalycinum Oliv.
- Clerodendrum eupatorioides Baker
- Clerodendrum excavatum De Wild.
- Clerodendrum farafanganense Moldenke
- Clerodendrum fasciculatum B.Thomas
- Clerodendrum filipes Moldenke
- Clerodendrum finetii Dop
- Clerodendrum fistulosum Becc.
- Clerodendrum floribundum R.Br.
- Clerodendrum formicarum Gürke
- Clerodendrum fortunatum L.
- Clerodendrum frutectorum S.Moore
- Clerodendrum fugitans Wernham
- Clerodendrum fuscum Gürke
- Clerodendrum galeatum Balf.f.
- Clerodendrum garrettianum Craib
- Clerodendrum gaudichaudii Dop
- Clerodendrum geoffrayi Dop
- Clerodendrum gibbosum Moldenke
- Clerodendrum giganteum (Moldenke) Phillipson & Callm.
- Clerodendrum globosum Moldenke
- Clerodendrum globuliflorum B.Thomas
- Clerodendrum godefroyi Kuntze
- Clerodendrum grayi Munir
- Clerodendrum grevei Moldenke
- Clerodendrum griffithianum C.B.Clarke
- Clerodendrum haematolasium Hallier f.
- Clerodendrum hahnianum Dop
- Clerodendrum hainanense Hand.-Mazz.
- Clerodendrum harmandianum Dop
- Clerodendrum hastatum (Roxb.) Lindl.
- Clerodendrum hendersonii Moldenke
- Clerodendrum hettae Hallier f.
- Clerodendrum hexangulatum B.Thomas
- Clerodendrum hildebrandtii Vatke
- Clerodendrum hircinum Schauer
- Clerodendrum hiulcum Moldenke
- Clerodendrum humbertii Moldenke
- Clerodendrum inaequipetiolatum  R.D.Good
- Clerodendrum indicum (L.) Kuntze
- Clerodendrum infortunatum L.
- Clerodendrum insolitum Moldenke
- Clerodendrum intermedium Cham.
- Clerodendrum involucratum Vatke
- Clerodendrum izuinsulare K.Inoue & M.Haseg. & Shiro Kobay.
- Clerodendrum japonicum (Thunb.) Sweet
- Clerodendrum johnstonii Oliv.
- Clerodendrum johorense Moldenke
- Clerodendrum kaichianum P.S.Hsu
- Clerodendrum kamhyoae Phillipson & L.Allorge
- Clerodendrum kampotense Dop
- Clerodendrum kanichi De Wild.
- Clerodendrum katangensis De Wild.
- Clerodendrum kauderni Moldenke
- Clerodendrum kiangsiense Merr. ex H.L.Li
- Clerodendrum kinabaluense Stapf
- Clerodendrum klemmei Elmer
- Clerodendrum kwangtungense Hand.-Mazz.
- Clerodendrum laciniatum Balf.f.
- Clerodendrum laevifolium Blume
- Clerodendrum lanceoliferum S.Moore
- Clerodendrum lanessanii Dop
- Clerodendrum lankawiense King & Gamble
- Clerodendrum lanuginosum Blume
- Clerodendrum lastellei Moldenke
- Clerodendrum laxiflorum Baker
- Clerodendrum lecomtei Dop
- Clerodendrum leucobotrys Breteler
- Clerodendrum leucophloeum Balf.f.
- Clerodendrum lindenianum A.Rich.
- Clerodendrum lindleyi Decne. ex Planch.
- Clerodendrum lloydianum Craib
- Clerodendrum longiflorum Decne.
- Clerodendrum longisepalum Dop
- Clerodendrum lutambense Verdc.
- Clerodendrum luteopunctatum C.Pei & S.L.Chen
- Clerodendrum macrocalycinum Baker
- Clerodendrum macrostegium Schauer
- Clerodendrum madagascariense Moldenke
- Clerodendrum magnificum Warb.
- Clerodendrum magnoliifolium Baker
- Clerodendrum mananjariense Moldenke
- Clerodendrum mandarinorum Diels
- Clerodendrum mandrarense Moldenke
- Clerodendrum mannii Baker
- Clerodendrum manombense Moldenke
- Clerodendrum margaritense Moldenke
- Clerodendrum melanocrater Gürke
- Clerodendrum micans Gürke
- Clerodendrum mildbraedii B.Thomas
- Clerodendrum minahassae Teijsm. & Binn.
- Clerodendrum mindorense Merr.
- Clerodendrum moramangense Moldenke
- Clerodendrum morigono Chiov.
- Clerodendrum multibracteatum Merr.
- Clerodendrum myrianthum Mildbr.
- Clerodendrum myrmecophilum Ridl.
- Clerodendrum myrtifolium Moldenke
- Clerodendrum nhatrangense Dop
- Clerodendrum nicolsonii A.Rajendran & P.Daniel
- Clerodendrum nipense Urb.
- Clerodendrum nutans Wall. ex Jack
- Clerodendrum ohwii Kaneh. & Hatus.
- Clerodendrum palmatolobatum Dop
- Clerodendrum paniculatum L.
- Clerodendrum parvitubulatum B.Thomas
- Clerodendrum parvulum L.S.Sm.
- Clerodendrum paucidentatum Moldenke
- Clerodendrum pauciflorum Moldenke
- Clerodendrum peii Moldenke
- Clerodendrum peregrinum Moldenke
- Clerodendrum perrieri Moldenke
- Clerodendrum petasites (Lour.) S.Moore
- Clerodendrum petunioides Baker
- Clerodendrum phlomidis L.f.
- Clerodendrum phyllomega Steud.
- Clerodendrum pierreanum Dop
- Clerodendrum pleiosciadium Gürke
- Clerodendrum poggei Gürke
- Clerodendrum polyanthum Gürke
- Clerodendrum polycephalum Baker
- Clerodendrum porphyrocalyx Lauterb. & K.Schum.
- Clerodendrum praetervisa Guinea
- Clerodendrum premnoides Moldenke
- Clerodendrum preslii Elmer
- Clerodendrum pubiflorum (Bakh. ex Moldenke) Wearn
- Clerodendrum pusillum Gürke
- Clerodendrum putre Schauer
- Clerodendrum pygmaeum Merr.
- Clerodendrum pynaertii De Wild.
- Clerodendrum pyrifolium Baker
- Clerodendrum quadriloculare (Blanco) Merr.
- Clerodendrum ramosissimum Baker
- Clerodendrum revolutum Bosser
- Clerodendrum ridleyi King & Gamble
- Clerodendrum ringoetii De Wild.
- Clerodendrum robecchii Chiov.
- Clerodendrum robustum Klotzsch
- Clerodendrum roseiflorum Moldenke
- Clerodendrum rotundifolium Oliv.
- Clerodendrum rubellum Baker
- Clerodendrum rumphianum de Vriese
- Clerodendrum rusbyi Moldenke
- Clerodendrum sakaleonense Moldenke
- Clerodendrum sarawakanum H.J.Lam
- Clerodendrum sassandrense Jongkind
- Clerodendrum sayapense Wearn
- Clerodendrum schmidtii C.B.Clarke
- Clerodendrum schweinfurthii Gürke
- Clerodendrum sessilifolium Moldenke
- Clerodendrum silvanum Henriq.
- Clerodendrum silvestre B.Thomas
- Clerodendrum singwanum B.Thomas
- Clerodendrum sinuatum Hook.
- Clerodendrum smitinandii Moldenke
- Clerodendrum speciosissimum Van Geert ex Drapiez
- Clerodendrum splendens G.Don
- Clerodendrum subpeltatum Wernham
- Clerodendrum subreniforme Gürke
- Clerodendrum subtruncatum Moldenke
- Clerodendrum sylvae Adain
- Clerodendrum sylvestre Moldenke
- Clerodendrum tanganyikense Baker
- Clerodendrum tatei (F.Muell.) Munir
- Clerodendrum ternatum Schinz
- Clerodendrum thomsoniae Balf.f. – klerodendron Thomsona
- Clerodendrum thouarsii Phillipson & Callm.
- Clerodendrum thyrsoideum Gürke
- Clerodendrum tibetanum C.Y.Wu & S.K.Wu
- Clerodendrum tomentellum Hutch. & Dalziel
- Clerodendrum tomentosum (Vent.) R.Br.
- Clerodendrum tonkinense Dop
- Clerodendrum toxicarium Baker
- Clerodendrum tracyanum (F.Muell.) Benth.
- Clerodendrum trichanthum Bosser
- Clerodendrum tricholobum Gürke
- Clerodendrum trichotomum Thunb.
- Clerodendrum triflorum Vis.
- Clerodendrum tubulosum Moldenke
- Clerodendrum umbellatum Poir.
- Clerodendrum umbratile King & Gamble
- Clerodendrum urticifolium (Roxb.) Wall. ex Voigt
- Clerodendrum villosicalyx Moldenke
- Clerodendrum villosum Blume
- Clerodendrum vinosum Moldenke
- Clerodendrum volubile P.Beauv.
- Clerodendrum wallii Moldenke
- Clerodendrum welwitschii Gürke
- Clerodendrum williamsii Elmer
- Clerodendrum yunnanense Hu

## Uprawa
Wiele gatunków jest uprawianych jako rośliny ozdobne, w krajach o ciepłym klimacie jako rośliny ogrodowe, w Polsce jako rośliny pokojowe.
Wymaga jasnych stanowisk, lecz nie w pełnym nasłonecznieniu. Najlepiej rośnie przy temperaturze 10-15ºC. Lubi wysoką wilgotność powietrza. Nawozić można od marca do września. Preferuje podłoże o odczynie kwasowości 5,5–6,5 pH. 
Roślina może być atakowana przez mszyce oraz tarcznikowate.